# Polkovnik Lambrinovo, Silistra
Polkovnik Lambrinovo (în bulgară Полковник Ламбриново, în română Frașari) este un sat în comuna Silistra, regiunea Silistra, Dobrogea de Sud, Bulgaria. 
Între anii 1913-1940 a făcut parte din plasa Silistra a județului Durostor, România. Toții locuitori satului erau români.

## Demografie
Componența etnică a satului Polkovnik Lambrinovo
     Bulgari (100%)
     Nicio identificare (0%)
     Altele (0%)
La recensământul din 2011, populația satului Polkovnik Lambrinovo era de 87 locuitori. Din punct de vedere etnic, toți locuitorii erau bulgari.